# Horní Brána
Horní Brána je část města Český Krumlov v okrese Český Krumlov. Nachází se na jihovýchodě Českého Krumlova. K roku 2009 zde bylo evidováno 583 adres. K roku 2011 zde trvale žilo 2444 obyvatel.
Stojí zde také českokrumlovská nemocnice, autobusové nádraží a městský úřad.

## Historie
Městské brány v Českém Krumlově tvořily součást městského obranného systému, byly jimi zakončeny hlavní ulice. Původně mělo město devět hlavních bran. Horní brána, po které je celá část města pojmenována, se nacházela mezi dnešním Hotelem Růže a muzeem v Horní ulici. Ze všech bran byla Horní brána rozbourána jako první, a to v roce 1839. Důvodem byl rozvoj dopravy a průmyslu ve městě, kdy již opevnění neplnilo svůj původní účel a svými malými rozměry spíše omezovalo provoz.